# Nisab (huyện)
Huyện Nisab là một huyện thuộc tỉnh Shabwah, Yemen. Đến thời điểm năm 2003, huyện này có dân số 42050 người